# Liste der Baudenkmäler in Castell (Unterfranken)
Auf dieser Seite sind die Baudenkmäler in der unterfränkischen Gemeinde Castell zusammengestellt. Diese Tabelle ist eine Teilliste der Liste der Baudenkmäler in Bayern. Grundlage ist die Bayerische Denkmalliste, die auf Basis des Bayerischen Denkmalschutzgesetzes vom 1. Oktober 1973 erstmals erstellt wurde und seither durch das Bayerische Landesamt für Denkmalpflege geführt wird. Die folgenden Angaben ersetzen nicht die rechtsverbindliche Auskunft der Denkmalschutzbehörde.
 Diese Liste gibt den Fortschreibungsstand vom 15. April 2020 wieder und enthält 32 Baudenkmäler.

## Baudenkmäler nach Gemeindeteilen

### Castell
| Lage                            | Objekt | Beschreibung | Akten-Nr.              | Bild           |
| ------------------------------- | --- | --- | ---------------------- | -------------- |
| Bergstraße 2 (Standort)         | Ehemalige Dienstwohnung gräflicher Beamter, heute Gemeindezentrum der evangelisch-lutherischen Kirchengemeinde             | Zweigeschossiger Halbwalmdachbau mit teilweise verputztem Fachwerk im Obergeschoss, Kellereingang mit Rundbogentor, zweite Hälfte 16. Jahrhundert, Anbau 1829                               | D-6-75-116-1 Wikidata  | weitere Bilder |
| Bergstraße 3 (Standort)         | Wohnhaus | Zweigeschossiger Sandsteinquaderbau mit Halbwalmdach, Zwerchgiebel, Brüstungs- und Gurtgesimsen sowie Eckpilaster, 1748–1750, Umbau 1772 und 1824                                           | D-6-75-116-2 Wikidata  | weitere Bilder |
| Bergstraße 5 (Standort)         | Ehemaliges Amtshaus | Zweigeschossiger Sandsteinquaderbau mit Halbwalmdach, 1795 | D-6-75-116-3 Wikidata  | weitere Bilder |
| Birklinger Straße 2 (Standort)  | Gasthaus | Zweigeschossiger traufseitiger Halbwalmdachbau mit Zwerchhaus, 1860, Ausleger | D-6-75-116-4 Wikidata  | weitere Bilder |
| Birklinger Straße 4 (Standort)  | Wohnstallhaus | Eingeschossiger Sandsteinquaderbau mit Mansardwalmdach, 1826 | D-6-75-116-5 Wikidata  | weitere Bilder |
| Birklinger Straße 8 (Standort)  | Ehemalige Schule, heute Wohnhaus                                                                                           | Zweigeschossiger Backsteinbau mit Sandsteinsockel und Neurenaissance-Giebel, 1903 | D-6-75-116-6 Wikidata  | weitere Bilder |
| Birklinger Straße 13 (Standort) | Ehemalige private Erziehungs- und Studienanstalt, später Dienstwohnung für gräfliche Beamte, heute Wohn- und Geschäftshaus | Zweigeschossiger Mansarddachbau mit Halbwalm, Fachwerkobergeschoss, 1797 | D-6-75-116-7 Wikidata  | weitere Bilder |
| Birklinger Straße 13 (Standort) | Nebengebäude | ein-/zweigeschossige Sandsteinquaderbauten mit Satteldach, 1860/1901 | D-6-75-116-7 Wikidata  | weitere Bilder |
| Nähe Breite Straße (Standort)   | Ehemaliges Kutschenhaus des Schlosses                                                                                      | Sandsteinquaderbau mit Fachwerkgiebel und Halbwalmdach, traufseitig zwei Rundbogentore, 1817                                                                                                | D-6-75-116-22 Wikidata | weitere Bilder |
| Im Oberdorf 1 (Standort)        | Ehemalige Dienstwohnungen für gräfliche Bedienstete, heute Wohnhaus                                                        | Zweigeschossiger traufseitiger Mansarddachbau mit Fachwerkobergeschoss, rundbogiger Kellereingang im Sockel, 1782                                                                           | D-6-75-116-8 Wikidata  | weitere Bilder |
| Im Oberdorf 2 (Standort)        | Ehemaliges Gasthaus, heute Wohnhaus                                                                                        | Zweigeschossiger verputzter Halbwalmdachbau mit Fachwerkobergeschoss, geohrte Fenster- und Türrahmungen, bezeichnet „1788“                                                                  | D-6-75-116-9 Wikidata  | weitere Bilder |
| Im Oberdorf 2 (Standort)        | Scheune | Zugehörig | D-6-75-116-9 Wikidata  | weitere Bilder |
| Im Oberdorf 4 (Standort)        | Ehemaliger herrschaftlicher Gutsbetrieb, Direktorenwohnhaus, heute Wohnhaus                                                | Zweigeschossiger Fachwerkbau mit Walmdach, Sandsteinquadersockel und rundbogiger Tordurchfahrt, 18. Jahrhundert                                                                             | D-6-75-116-10 Wikidata | weitere Bilder |
| Im Oberdorf 6 (Standort)        | Ehemaliger herrschaftlicher Gutsbetrieb, heute Wohnhaus                                                                    | Zweigeschossiger Sandsteinquaderbau mit Mansarddach, 18. Jahrhundert | D-6-75-116-11 Wikidata | weitere Bilder |
| Im Oberdorf 9 (Standort)        | Ehemaliges Amtshaus, heute Wohnhaus                                                                                        | Zweigeschossiger Walmdachbau mit Fachwerkobergeschoss, 18./19. Jahrhundert | D-6-75-116-12 Wikidata | weitere Bilder |
| Im Oberdorf 13 (Standort)       | Ehemaliges Pfarrhaus für die zweite Pfarrstelle                                                                            | Zweigeschossiger Walmdachbau mit Sandsteinquaderfassade, 1720–1726 | D-6-75-116-33          | weitere Bilder |
| Im Unterdorf 10 (Standort)      | Ehemalige Fürstlich Castellsche Meierei                                                                                    | Zweigeschossiger Sandsteinquaderbau mit gewalmtem Mansarddach, 1789 | D-6-75-116-13 Wikidata | weitere Bilder |
| Kirchplatz 1 (Standort)         | Evangelisch-lutherische Pfarr- und Schlosskirche St. Johannes                                                              | Klassizistischer Saalbau mit Turmfassade, nach Plänen von Joseph Albert, 1784–88; mit Ausstattung                                                                                           | D-6-75-116-14 Wikidata | weitere Bilder |
| Kirchplatz 3 (Standort)         | Pfarrhaus | Zweigeschossiger Sandsteinquaderbau mit Halbwalmdach, 1817–1820 | D-6-75-116-15 Wikidata | weitere Bilder |
| Kirchplatz 3 (Standort)         | Hoftor | | D-6-75-116-15 Wikidata | weitere Bilder |
| Kirchplatz 4 (Standort)         | Gasthaus | Zweigeschossiger Walmdachbau mit Fachwerkobergeschoss, mit ehemaligem Brauhaus und Scheune, 18. Jahrhundert                                                                                 | D-6-75-116-16 Wikidata | weitere Bilder |
| Kirchplatz 6 (Standort)         | Wohnhaus | Eingeschossiger Mansardsatteldachbau mit Fachwerkgiebel, 1803 | D-6-75-116-17 Wikidata | weitere Bilder |
| Kniebrecher 1 (Standort)        | Ehemalige Dienstwohnung für Beamte                                                                                         | Eingeschossiges historisierendes Wohnhaus mit Mansardwalmdach, Neurenaissancegiebeln mit Voluten und Kugelaufsätzen, neurokoko Fenster- und Türgewände, 1906                                | D-6-75-116-18 Wikidata | weitere Bilder |
| Kniebrecher 3 (Standort)        | Ehemaliges Wildbad, später Fürstlich Castellsche Domanialkanzlei                                                           | Zweigeschossiger Renaissancebau mit Volutengiebeln, von Martin Haag, 1600/01 | D-6-75-116-19 Wikidata | weitere Bilder |
| Rathausplatz 1 (Standort)       | Castellsche Domanialkanzlei                                                                                                | Zweigeschossiger Sandsteinquaderbau mit Stufengiebeln und Drillingsfenstern, Gurt- und Brüstungsgesims, 19. Jahrhundert, Treppenhausanbau mit Neurenaissance-Portal bezeichnet „1905“       | D-6-75-116-20 Wikidata | weitere Bilder |
| Schloßberg (Standort)           | Ruine der Castellschen Stammburg                                                                                           | Treppenturm von 1615 und wenige Mauerteile | D-6-75-116-24 Wikidata | weitere Bilder |
| Schloßplatz 1 (Standort)        | Fürstlich Castellsches Schloss                                                                                             | Dreiflügelanlage mit Eck- und Mittelresalitbauten, zweigeschossig mit Mansarddach, massiv aus Sandsteinquadern, von Peter Sommer von Künzelsau, 1686–91                                     | D-6-75-116-21 Wikidata | weitere Bilder |
| Schloßplatz 1 (Standort)        | Ehemaliges Gärtnerhaus | Eingeschossiger, unverputzter Sandsteinquaderbau mit Satteldach, 1861 | D-6-75-116-21 Wikidata | weitere Bilder |
| Schloßplatz 1 (Standort)        | Umfassungsmauer des ehemaligen barocken Schlossgartens                                                                     | Teils mit Pfeilern verstärkt, Sandstein, nach 1691, im östlichen Bereich nach Einsturz wiederaufgebaut, Torpfeiler der westlichen Zufahrt, teils mit Rocaillekartuschen reliefiert, um 1740 | D-6-75-116-21 Wikidata | weitere Bilder |

### Geiersmühle
| Lage                   | Objekt                | Beschreibung | Akten-Nr.              | Bild |
| ---------------------- | --------------------- | --- | ---------------------- | ---- |
| Trautberg 1 (Standort) | Geiersmühle, Wohnhaus | Eingeschossiger Mansarddachbau mit Halbwalm und Fachwerkgiebel, Scheune, Sandsteinquaderbau mit Steilsatteldach, Nebengebäude, Anlage des 18./19. Jahrhundert | D-6-75-116-23 Wikidata | BW   |

### Greuth
| Lage                               | Objekt                                              | Beschreibung | Akten-Nr.              | Bild           |
| ---------------------------------- | --------------------------------------------------- | --- | ---------------------- | -------------- |
| Bgm.-W.-Brügel-Straße 1 (Standort) | Evangelisch-lutherische Kirche und ehemalige Schule | Sandsteinquaderbau mit Mittelresalit, zweigeschossige Fensterreihe, Walmdach und Dachreiter, bezeichnet „1810“; mit Ausstattung                     | D-6-75-116-29 Wikidata | weitere Bilder |
| Hauptstraße 13 (Standort)          | Bauernhof                                           | Dreiseithof, Wohnhaus, Sandsteinquaderbau mit Halbwalmdach, Eckpilastern und Geschossgesimsen, bezeichnet „1862“                                    | D-6-75-116-25 Wikidata | weitere Bilder |
| Hauptstraße 13 (Standort)          | Scheune und Nebengebäude                            | Sandsteinquader, 19. Jahrhundert | D-6-75-116-25 Wikidata | weitere Bilder |
| Hauptstraße 15 (Standort)          | Bauernhof                                           | Eingeschossiges Giebelhaus mit geohrten Fensterrahmungen und verputztem Fachwerkgiebel, bezeichnet „1794“                                           | D-6-75-116-26 Wikidata | weitere Bilder |
| Hauptstraße 17 (Standort)          | Bauernhaus                                          | Eingeschossiger giebelständiger Satteldachbau mit geohrten Tür- und Fensterrahmungen, Eckpilastern und verputztem Fachwerkgiebel, bezeichnet „1794“ | D-6-75-116-27 Wikidata | weitere Bilder |
| Hauptstraße 19 (Standort)          | Bauernhäuser                                        | Mit Halbwalmdach, Sandsteinquader, Eckpilaster und Giebelgesims, frühes 19. Jahrhundert und bezeichnet „1858“                                       | D-6-75-116-31 Wikidata | weitere Bilder |
| Hauptstraße 20 (Standort)          | Bauernhof                                           | Eingeschossiges Giebelhaus mit geohrten Tür- und Fensterrahmungen, Eckpilastern und verputztem Fachwerkgiebel, mit Scheune, um 1800                 | D-6-75-116-30 Wikidata | weitere Bilder |
| Hauptstraße 29 (Standort)          | Bauernhaus                                          | Zweigeschossiger Halbwalmdachbau mit geohrten Tür- und Fensterrahmungen, frühes 19. Jahrhundert                                                     | D-6-75-116-28 Wikidata | weitere Bilder |